# Ничанице (ткање)
Ничанице или коталци су танке, металне или памучне жице са отвором - окцем у средини, кроз које се провлачи основина нит током ткања. Ничанице су спаковане у рамове разбоја (или тзв. листове) и могу се унутар рама (тзв.листа) померати лево - десно и обрнуто. Сваки рам са својим ничаницама контролише један део основиних жица. Рамови ничаница (тзв. листови) се дижу и спуштају системом дизача. Када се рам подигне, подижу се и његове ничанице, а са њима и основине жице уведене кроз одговарајућа окца.
Могућности избора преплетаја за мустрирање тканина на разбоју се повеђава што је веђи број рамова ничаница (тзв. листова). Њиховим различитим подизањем, могуће је направити више различитих варијанти рапорта потке.